# Acanthermia stigmaphiles
Acanthermia stigmaphiles är en fjärilsart som beskrevs av Dyar 1914. Acanthermia stigmaphiles ingår i släktet Acanthermia och familjen nattflyn. Inga underarter finns listade i Catalogue of Life.